# Württembergische Frottierweberei Lustnau

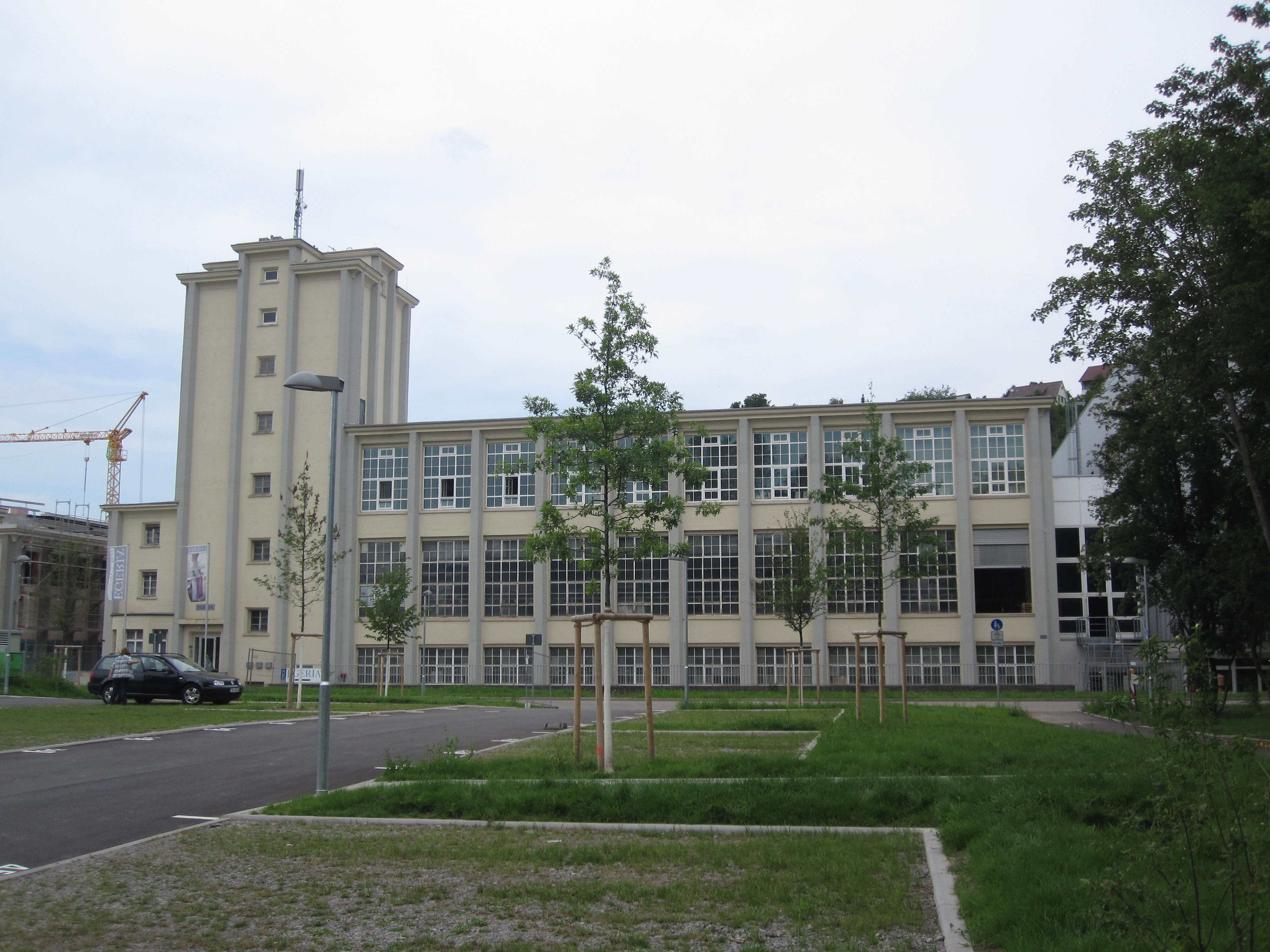
Das noch erhaltene Lager- und Bürogebäude mit dem Egeria-Turm

Die Württembergische Frottierweberei Lustnau GmbH war ein deutsches Unternehmen der Textilindustrie im Tübinger Vorort und jetzigen Stadtteil Lustnau. Bekannt war vor allem die Marke Egeria, unter der die Produkte verkauft wurden und die später zum offiziellen Namen des Unternehmens wurde. Zeitweilig war das Unternehmen der größte industrielle Arbeitgeber Tübingens.

## Geschichte

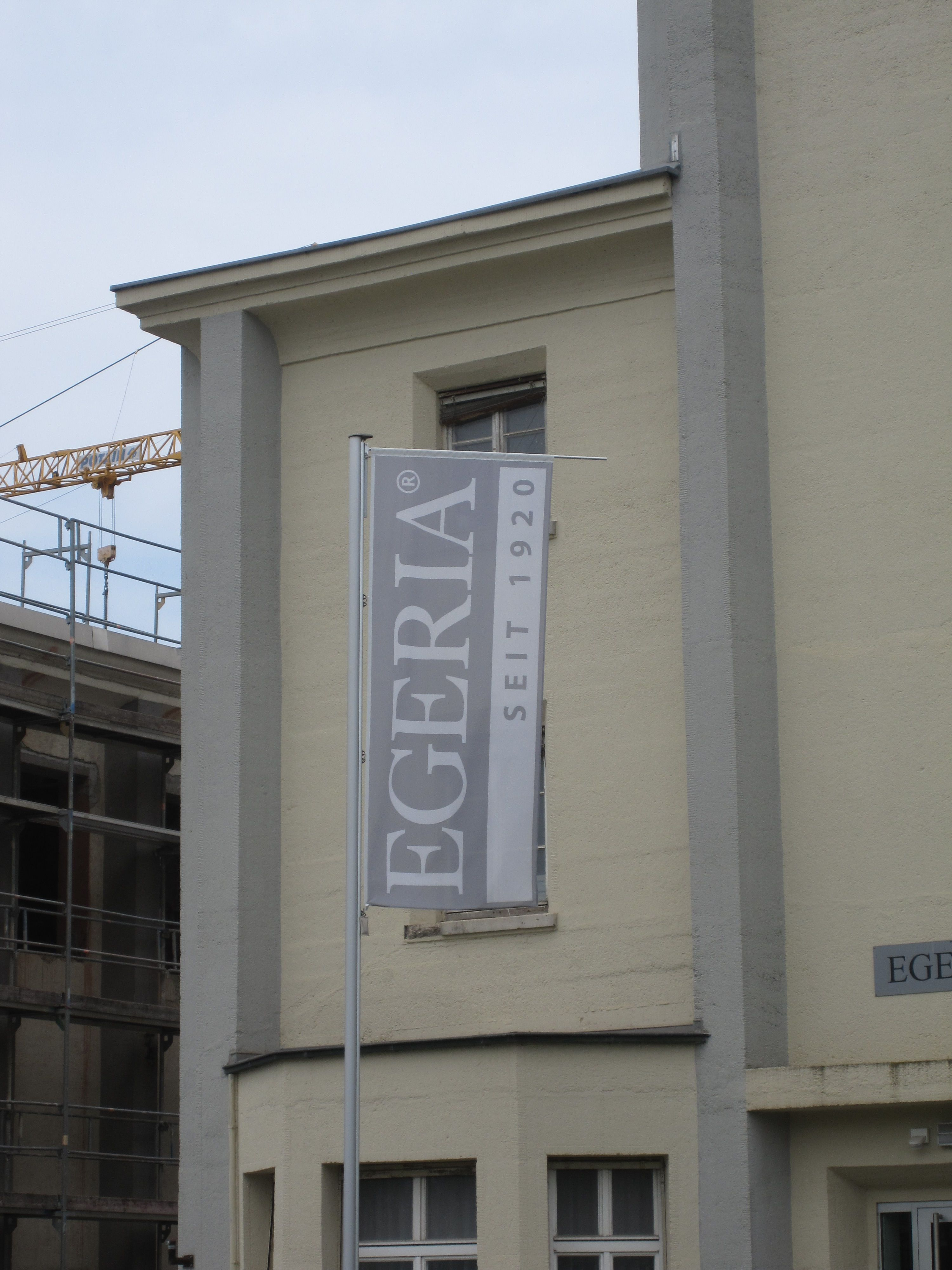
Fahne mit der weiter verwendeten Marke

Gegründet wurde die Weberei am 29. November 1920 von Konrad Hornschuch und Hermann Schweitzer (1884–1961), indem die beiden Gründer ein bereits seit 1911 bestehendes Textilunternehmen in der damals selbständigen Gemeinde Lustnau aufkauften, umfirmierten und sukzessive ausbauten. Der Betrieb begann mit zunächst 44 Mitarbeitern. Hergestellt wurden vor allem Hand- und Badetücher, später kamen Bademäntel hinzu. In den 1920er und 1930er Jahren etablierten sich die Produkte vor allem im Hochpreissegment. Zahlreiche namhafte Hotels und der Schnelldampfer Bremen wurden mit Egeria-Frottierwaren ausgestattet. Mit der steigenden Nachfrage stieg auch die Zahl der Beschäftigten bis Mitte der 1930er Jahre auf über 500. Um noch mehr weibliche Arbeitskräfte beschäftigen zu können, eröffnete das Unternehmen 1938 einen in der damaligen Zeit seltenen Werkskindergarten.
Während des Zweiten Weltkriegs wurde die Produktion von Textilien weitgehend eingestellt, da die Werkshallen für die Produktion kriegswichtiger Motoren beschlagnahmt worden waren. Im Boom der Nachkriegsjahre erlebte auch die Württembergische Frottierweberei ihre Blütezeit. In den 1950er und 1960er Jahren wurden bis zu 1500 Mitarbeiter, darunter zahlreiche italienische Gastarbeiter beschäftigt. Diese gründeten eine noch heute betriebene Bocciabahn direkt neben dem Werksgelände. Mit dem Niedergang der deutschen Textilindustrie geriet auch das allgemein als Egeria bezeichnete Unternehmen in wirtschaftliche Schwierigkeiten. Die Probleme begannen bereits 1974 – am 15. Januar musste das Unternehmen Kurzarbeit anmelden. 1992 wurde über die Württembergische Frottierweberei Lustnau GmbH das Konkursverfahren eröffnet und einige Jahre später der Betrieb eingestellt.

## Das Unternehmen heute
Die Württembergische Frottierweberei Lustnau GmbH existiert seit den 1990er Jahren nicht mehr, der Markenname Egeria ist aber erhalten geblieben. Er wurde von einem türkischen Webereiunternehmen aufgekauft. Das Unternehmen gründete in Tübingen ein Tochterunternehmen mit dem Namen „Egeria“, dessen Aufgabe es ist, die Produkte in Europa zu vertreiben. Der Sitz der Unternehmens befindet sich in einem solide und großzügig in den 1920er Jahren für die Württembergische Frottierweberei erbauten Lager- und Bürogebäude, mit einem markanten Turm, der früher das Wahrzeichen des Unternehmens war. Das Gebäude, insbesondere die Büroräume, wurde zuvor umgebaut bzw. renoviert. Das Unternehmen führt dort auch Fabrikverkauf durch. Die ehemaligen Fabrikhallen und fast alle sonstigen Gebäude wurden abgerissen und das Areal mit Wohngebäuden überbaut.
Im Juli 2020 verlegte das Unternehmen seinen Firmensitz ins nordrhein-westfälische Mettmann. Das Lager und Logistikzentrum sowie Designerräume befinden sich weiterhin in Tübingen.